# Puchar Interkontynentalny w Lekkoatletyce 2010 – sztafeta 4 × 100 m mężczyzn
Sztafeta 4 x 100 metrów mężczyzn – jedna z konkurencji rozegranych podczas pucharu interkontynentalnego w Splicie. Sprinterzy rywalizowali 4 września – pierwszego dnia zawodów.

## Rezultaty
| Poz. | Reprezentacja  | Zawodnicy                                                               | Czas  |
| ---- | -------------- | ----------------------------------------------------------------------- | ----- |
| 1.   | Ameryka        | Daniel Bailey Wallace Spearmon Tyson Gay Churandy Martina               | 38.25 |
| 2.   | Azja i Oceania | Shinji Takahira Naoki Tsukahara Kenji Fujimitsu Shintaro Kimura         | 39.28 |
| 3.   | Afryka         | Hannes Dreyer Simon Magakwe Wilhelm van der Vyver Thuso Mpuang          | 39.82 |
| 4.   | Europa         | Imaad Hallay Christophe Lemaitre Pierre-Alexis Pessonneaux Teddy Tinmar | DSQ   |